# O. J. Brigance
Orenthial James Brigance (Houston, 29 de septiembre de 1969) es un exjugador estadounidense de fútbol americano que ganó la temporada 2000 de la Liga Nacional de Fútbol (de Estados Unidos) y Liga de Fútbol de Canadá, jugando para los Baltimore Ravens.

## Vida personal
En mayo de 2007, a Brigance se le diagnosticó ELA (esclerosis lateral amiotrófica), una enfermedad de las neuronas motoras que a la larga es fatal.
Brigance ha creado la fundación Brigada Brigance para ayudar a investigar la cura del ELA.
Brigance es evangélico. Brigance ha hablado sobre su fe diciendo:

Our faith in Jesus Christ has allowed us to achieve a higher perspective of our circumstances. Proverbs 24:10 says, “if you faint in the day of adversity, your strength is small”. To stand in the midst of this adversity, we have been in training under the guidance of the Holy Spirit. Life has prepared us for this moment, and if it weren’t so, God would have never allowed it to happen. [...] I believe my legacy is I trusted God and made the most of what He entrusted to me while I had it. I hope my life has been a testimonial that with God, all things are possible. There is still more to be done in me, but I thank Jesus I am still in the process.
Nuestra fe en Jesucristo nos ha permitido lograr una perspectiva más elevada de nuestras circunstancias. Proverbios 24:10 dice: «Si eres débil en el día adverso, tu fuerza es pequeña». Para destacar en medio de la adversidad, hemos estado en el entrenamiento bajo la guía del Espíritu Santo. La vida nos ha preparado para este momento, y si no fuera así, Dios nunca habría permitido que sucediera. [...] Yo creo que mi legado es que yo confié en Dios e hice la mayor parte de lo que Él me ha confiado mientras lo tuve. Espero que mi vida haya sido un testimonio de que con Dios todo es posible. Todavía tengo mucho que hacer, pero le agradezco a Jesús que todavía estoy en el proceso.
O. J. Brigance